# 災害公営住宅

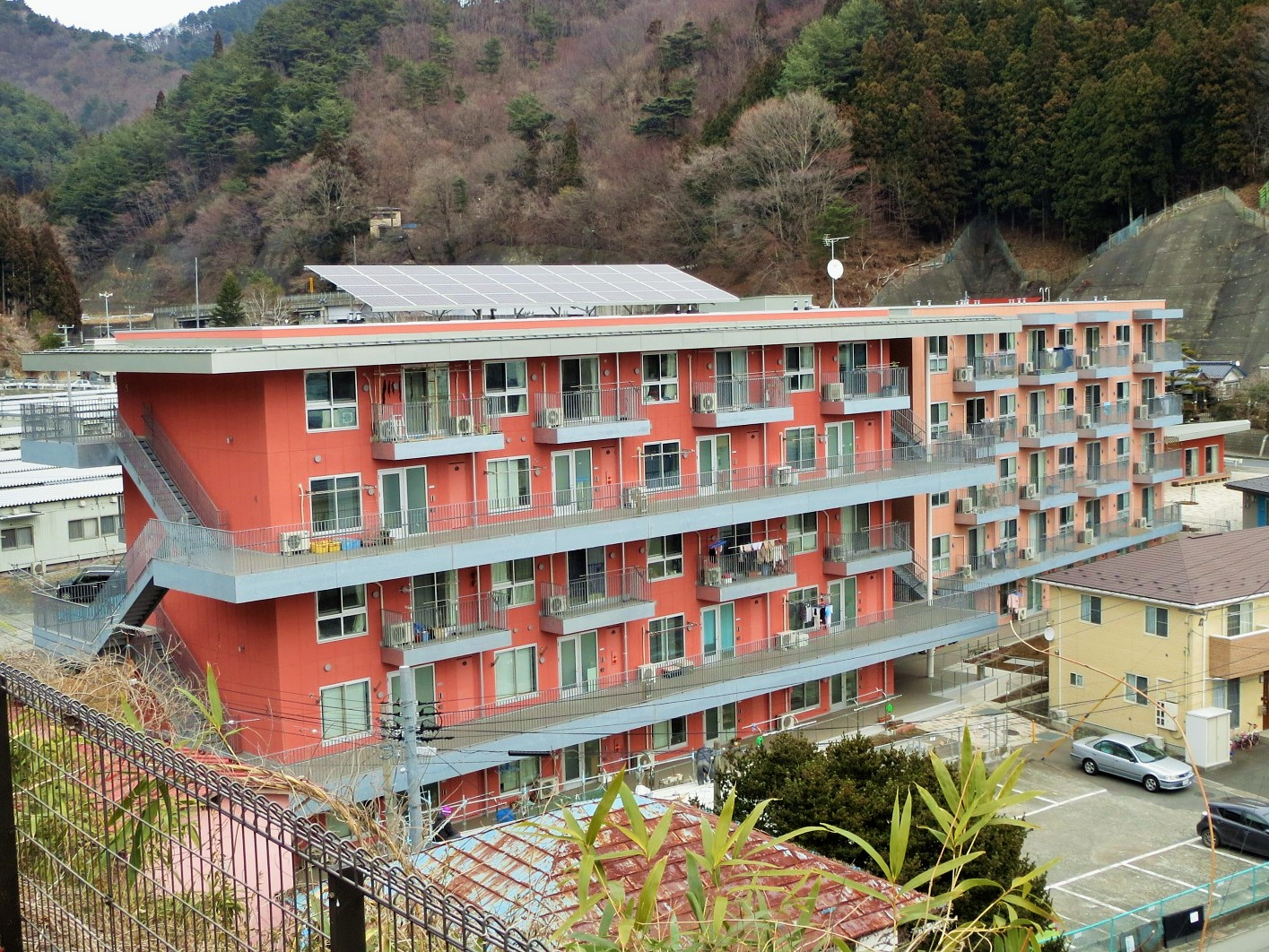
災害公営住宅の例
東日本大震災により建設された天神復興公営住宅（岩手県釜石市）。2018年グッドデザイン賞受賞。

災害公営住宅（さいがいこうえいじゅうたく）とは、日本の公営住宅法に基づき、災害などで自宅を失った被災者向けに、地方自治体が整備する公営住宅である。

## 概要
公営住宅法に基づき整備される公営住宅のうち、災害により全壊、全流出、全焼失した住宅に居住していた低所得者に賃貸される。被災直後に一時的な住まいとして無償提供される応急的な仮設住宅とは異なり、恒久的に居住することが可能である。集合住宅と一戸建ての2種類があり、入居者の収入や間取りなどによって家賃が決められることになる。「災害復興住宅」「震災復興住宅」「復興住宅」などとも呼ばれる。
基本的には一般的な公営住宅と同じように公営住宅法に基づいて整備されるが、一般的な公営住宅では国からの補助率が1/2なのに対し、災害公営住宅の補助率は2/3と高くなっている。また、災害が激甚災害法に基づく激甚災害に指定された場合は、補助率は3/4に引き上げられる。
東日本大震災では、東日本大震災復興交付金による追加的な補助があり、補助率は7/8に引き上げられた。また、通常は補助対象とならない用地取得・造成費用についても補助対象となるなど、特別な措置が行われた。なお、東日本大震災による災害公営住宅の整備事業は、2020年12月7日までに計画されていた約3万戸ほぼ全てが完成し、終了している。